# 李婉鈺
李婉鈺（臺灣話：Li Uán-Gio̍k，1972年3月27日—），過去曾任中華民國政治人物，是出身臺灣新北市板橋的前任無黨籍政治人物，新北市第一及第二屆候補市議員。中國文化大學建築暨都市計劃研究所博士。曾任中華航空公司空服員、台灣高鐵土木工程師、北宜高速公路工程師。
其民意代表生涯開始於2010年：當時，其當選為第一屆新北市議員（第四選區即板橋區）。2016年至2018年，遞補當為新北市議會第二屆議員，2018年落選卸任。

## 政治經歷
2011年，李婉鈺任新北市國際青年商會會長。
2014年9月，李婉鈺第一次選連任在民主進步黨的黨內初選即落敗，仍執意參選到底；9月27日民進黨中評會決議開除其黨籍；11月29日，李婉鈺以2,500票左右差距高票落選。
2016年6月21日，新北市議員廖裕德當選無效二審定讞。繼中國國民黨籍陳明義後，李婉鈺成為第二屆新北市議會第二位遞補的市議員。
2015年11月27日，李婉鈺完成登記參選新北市第七選舉區立法委員，同時批評同區民進黨立委參選人羅致政空降參選；2016年1月16日，李婉鈺落選。
2019年11月22日，李婉鈺登記參選臺北市第一選舉區立法委員，當時宣布加入一邊一國行動黨，強調她不是反對民進黨、而是反對新潮流系，呼籲討厭新潮流系分贓集權的人與贊成反送中的人支持她，後再次落選。

## 選舉紀錄
| 年度 | 選舉屆數             | 選舉區           | 所屬政黨          | 得票數 | 得票率 | 當選標記 | 備註 |
| ---- | -------------------- | ---------------- | ----------------- | ------ | ------ | -------- | ---- |
| 2010 | 第一屆新北市議員選舉 | 新北市第四選舉區 | 民主進步黨        | 20,961 | 6.84%  |          |      |
| 2014 | 第二屆新北市議員選舉 | 新北市第四選舉區 | 無黨籍            | 15,770 | 5.76%  | 遞補     |      |
| 2016 | 第九屆立法委員選舉   | 新北市第七選舉區 | 無黨籍            | 8,038  | 5.22%  |          |      |
| 2018 | 第三屆新北市議員選舉 | 新北市第四選舉區 | 無黨籍            | 9,279  | 3.28%  |          |      |
| 2020 | 第十屆立法委員選舉   | 臺北市第一選舉區 | TA 一邊一國行動黨 | 6,636  | 3.21%  |          |      |
| 2022 | 第四屆新北市議員選舉 | 新北市第五選舉區 | 無黨籍            | 7,152  | 2.79%  |          |      |

## 爭議

### 債務談判以性關係恐嚇
2010年底，臺灣《壹週刊》報導，李婉鈺與建築師林承祺發生債務糾紛，李婉鈺疑似以「性關係」恐嚇林承祺。李婉鈺控告《壹週刊》社長裴偉等5人加重誹謗罪。2012年9月3日，板橋地檢署首度披露2008年4月28日李婉鈺與林談判債務時的錄音，李婉鈺錄音中說「一次一百萬元應該不算太貴」。李婉鈺回應，當時是她與林承祺討論裝潢費，並斥責林承祺得不到她、就要毀掉她。板橋地檢署勘驗錄音後認為《壹週刊》已盡查證義務，並非憑空杜撰，全案再次不起訴；李婉鈺表示，她會聲請再議；《壹週刊》指出，全案已兩次不起訴，如果李婉鈺還要聲請再議而浪費司法資源，擬反控李婉鈺誣告罪。

### 酒店砸傷人
2012年，爆出李婉鈺在酒店為了替藝人初家晴「喬事」時以菸灰缸砸傷龍縯國際影視負責人吳祖望額頭，吳祖望提告傷害罪。開庭後，李婉鈺又對媒體罵吳祖望「本來就是個神經病」，堅稱吳祖望認錯人。李婉鈺反控吳祖望誣告罪。臺北地檢署不起訴李婉鈺，也對吳祖望做出不起訴處分。

### 指控同黨議員賄選
2014年4月，李婉鈺首次參選連任於民進黨新北市議員初選中落敗，並指控同區同黨議員林水山在初選中涉及賄選。5月12日，李婉鈺先到民進黨中央黨部遞交陳情書，再到新北地檢署告發林水山涉嫌賄選。新北地檢署調查後，認為林水山並無違法，簽結。

### 火鍋店辱罵民眾
2016年12月，李婉鈺於火鍋店用餐，客人許姓姊妹認為李婉鈺同桌友人說話太吵，向李婉鈺勸告。李婉鈺當場發飆比中指、罵「肖查某」（臺語，指瘋女人）。檢方勘驗後，於2017年7月依公然侮辱罪將她起訴。

### 酒後毆打民眾
2017年10月3日，新北市板橋一家港式飲茶餐廳員工們，在長江路的洗車場烤肉聚餐歡慶中秋，李婉鈺酒醉下車衝入場內，誤以為洗車場好友烤肉，所以不斷要找洗車場「主人」且動手打人，但現場沒有人認識她，數名餐廳員工上前勸阻，最後報警處理。監視器影片外流後，李婉鈺公開道歉，稱覺得自己很恐怖，影片只看了兩秒就看不下去，她還說自己酒量非常好，喝兩瓶威士忌都不成問題，不知道為甚麼會變成那樣。

### 酒後擾民及襲警
2017年11月29日，李婉鈺酒後到臺北市忠孝東路三段正義國宅找「好朋友」張碩文，李婉鈺在張碩文自家大門前撕毀春聯及猛按電鈴踹鐵門製造噪音造成住戶困擾，遭該大樓的女性鄰長勸阻後起衝突。警方到達後，李婉鈺仍不聽警方勸阻出腳踹對方，警方以密錄器蒐證。李婉鈺自稱擔心密錄器被刪，直接伸手搶密錄器，才不慎毆擊警員臉部；但事後李婉鈺辯稱是警方態度不良，忍不住給他一拳。偵訊後，李婉鈺妨害公務、傷害罪移送臺北地檢署偵辦，檢察官諭令以新臺幣五萬元交保。
2018年3月15日，台北地檢署調查後，認定李婉鈺涉犯妨害公務與強制未遂等罪嫌明確，偵結起訴，並以「藐視法律莫此為甚」、「被告惡性嚴重」建請臺灣臺北地方法院就強制未遂部分量處3月以上徒刑、妨害公務量處8月以上徒刑，並不為緩刑之宣告。
2019年3月12日，李婉鈺當庭全部認罪，希望換得緩刑。法官決定4月3日結案。
2019年7月17日，李婉鈺被臺灣臺北地方法院依妨害公務罪判刑4月，強制未遂罪判拘役20天，皆可易科罰金共新臺幣14萬元，可上訴。

### 競選文宣涉盜用商標
2018年底，李婉鈺競選新北市議員，競選文宣、宣傳車及旗幟上都使用「National Geographic 國家地理 多元化社宅」等字樣，並且使用國家地理雜誌之黃色方框圖示。國家地理雜誌於臉書否認有與任何候選人有合作事宜，並且表示有候選人未經公司同意、擅自於競選文宣上使用國家地理中英文商標，並且考慮尋求法律途徑處理。

### 提告館長侮辱
2018年底，李婉鈺競選新北市議員，曾想參與網紅「館長」陳之漢的網路直播，被館長請助理回絕，後雙方認為彼此皆言語侮辱對方。李婉鈺不滿館長連開四次直播以「幹X娘」等髒話抨擊她，以妨害名譽罪對館長提告。館長於2019年1月收到法院傳票後，在直播中談及此事時再說髒話，被檢察官認定罪證明確，依公然侮辱罪起訴。

## 軼聞
李婉鈺情史豐富，對象橫跨娛樂、政治、財經和音樂圈，包括藝人張克帆、藝人庹宗康、唱片公司執行長黃靜波、富商建築師牛建喬和民進黨立法委員高志鵬。2016年5月，臺灣《蘋果日報》細數李婉鈺的情史，李婉鈺反問：「20年交5個，有很多嗎？」
《壹週刊》曾直擊李婉鈺與藍營前立法委員張碩文共舔一支冰淇淋甜筒，他們解釋，兩人是自幼相識的好朋友，情同兄妹，同舔甜筒純粹為「好朋友的互動」，沒有曖昧情愫，李婉鈺還說，已有交往多年的男友，「不要再害我了！我若嫁不出去，你們（指媒體）比較麻煩！」。有消息指李婉鈺所謂的男友就是雲林縣立委劉建國，媒體稱「李婉鈺的友人透露，在2013年底和前立委張碩文共舔冰淇淋事件後，劉、李已漸行漸遠」。
2015年5月，雲林縣立委劉建國與前立委張碩文在臺北餐敘時互毆，雙雙掛彩，傷勢不輕，外界質疑兩人打架原因是為了李婉鈺爭風吃醋。張碩文回應，這是選舉糾紛，與兒女私情無關。劉建國不願說自己是否曾和李婉鈺交往過，只說男人打架不必牽扯女人，更說李婉鈺「還要嫁咧」。
2016年5月，李婉鈺在臉書上發表一張在臥室的合照：李婉鈺身穿細肩帶睡衣，側躺床上，笑容可掬；床上睡著一個貌似立委劉建國的「鬍子男」。針對此事，劉建國聲明，曾與李婉鈺交往過，但感情已劃下句點。
2017年，李婉鈺因到正義國宅張碩文住處尋訪未遇，因與自稱鄰長的鄰居起衝突，因擔心密錄器被洗掉，衝動搶奪密錄器，變成襲警。記者問李婉鈺，為何深夜要到對方家？是否有張碩文住處的鑰匙？李婉鈺稱未來還是會去找張碩文，至於感情問題是私領域，不便回應。

## 著作
| 年份 | 書籍                             | 出版社   | ISBN               |
| ---- | -------------------------------- | -------- | ------------------ |
| 2022 | 當全世界誤解你，更不能迷失自己！ | 商周出版 | ISBN 9786263357815 |

## 外部連結
- 李婉鈺Adrean Lee的Facebook專頁
- 李婉鈺的Instagram帳戶
- YouTube上的李婉鈺 與你相鈺頻道